# Biskupi rzeżycko-agłońscy
Biskupi rzeżycko-agłońscy – biskup diecezjalny diecezji rzeżycko-agłońskiej.

## Biskup

### Biskup diecezjalny
| Lata urzędowania | Biskup | Biskup      | Uwagi |
| ---------------- | ------ | ----------- | ----- |
| od 1995          |        | Jānis Bulis |       |